# Kamen Rider Saber
Pour les articles homonymes, voir Saber.
 (août 2023).
La mise en forme du texte ne suit pas les recommandations de Wikipédia : il faut le « wikifier ».
Les points d'amélioration suivants sont les cas les plus fréquents. Le détail des points à revoir est peut-être précisé sur la page de discussion.
- Les titres sont pré-formatés par le logiciel. Ils ne sont ni en capitales, ni en gras.
- Le texte ne doit pas être écrit en capitales (les noms de famille non plus), ni en gras, ni en italique, ni en « petit »…
- Le gras n'est utilisé que pour surligner le titre de l'article dans l'introduction, une seule fois.
- L'italique est rarement utilisé : mots en langue étrangère, titres d'œuvres, noms de bateaux, etc.
- Les citations ne sont pas en italique mais en corps de texte normal. Elles sont entourées par des guillemets français : « et ».
- Les listes à puces sont à éviter, des paragraphes rédigés étant largement préférés. Les tableaux sont à réserver à la présentation de données structurées (résultats, etc.).
- Les appels de note de bas de page (petits chiffres en exposant, introduits par l'outil «  Source ») sont à placer entre la fin de phrase et le point final[comme ça].
- Les liens internes (vers d'autres articles de Wikipédia) sont à choisir avec parcimonie. Créez des liens vers des articles approfondissant le sujet. Les termes génériques sans rapport avec le sujet sont à éviter, ainsi que les répétitions de liens vers un même terme.
- Les liens externes sont à placer uniquement dans une section « Liens externes », à la fin de l'article. Ces liens sont à choisir avec parcimonie suivant les règles définies. Si un lien sert de source à l'article, son insertion dans le texte est à faire par les notes de bas de page.
- La présentation des références doit suivre les conventions bibliographiques. Il est recommandé d'utiliser les modèles {{Ouvrage}}, {{Chapitre}}, {{Article}}, {{Lien web}} et/ou {{Bibliographie}}. Le mode d'édition visuel peut mettre en forme automatiquement les références.
- Insérer une infobox (cadre d'informations à droite) n'est pas obligatoire pour parachever la mise en page.

Pour une aide détaillée, merci de consulter Aide:Wikification.
Si vous pensez que ces points ont été résolus, vous pouvez retirer ce bandeau et améliorer la mise en forme d'un autre article.
Kamen Rider Saber (仮面ライダーセイバー/聖刃, Kamen Raidā Seibā) est une série télévisée japonaise de type tokusatsu. Elle est la trente-et-unième série de la franchise Kamen Rider et la seconde de l'ère Reiwa.
La série a pour thème les contes de fées, les légendes et les mythologies.
La série commémorera également les cinquante ans de la franchise Kamen Rider.

## Synopsis
Il était une fois, dans les temps anciens, le Livre. Tout était écrit dans le Livre : mythes, histoires, sciences, technologies, histoire de l'humanité.
Il était protégé par les élus aux lames sacrées. Malheureusement, un jour, ces élus ont échoué à protéger le Livre, et les histoires qu'il contenait se sont éparpillées dans le monde entier.
De nos jours, un jeune romancier nommé Touma Kamiyama rêve de ce combat et s'y retrouve impliqué malgré lui quand il rencontre la mystérieuse Sophia.
Il ne sera pas le seul à être impliqué dans ce combat, ce combat implique l'organisation secrète connue sous le nom de Sword of Logos qui a pour mission de protéger Le Livre et les histoires qu'elle contient de Megido, un groupe mal intentionné aidé par Kamen Rider Calibur. 
Toma va assister impuissant à la disparition de la ville qui va progressivement se faire remplacer par le Monde des Merveilles. Voulant aider les gens, il deviendra Kamen Rider Saber et se battra contre Megido avec l'aide des Kamen Riders de Sword of Logos: Blades, Espada et Kenzan.
« Je déciderai de la fin de l'histoire,. »

## Personnages

### Sword of Logos
Sword of Logos (ソードオブロゴス, Sōdo Obu Rogosu, l'épée du Logos en français) est une organisation mystérieuse formée par un groupe secret d'épéistes ayant juré de protéger le Livre et de maintenir la paix dans le monde.

#### Touma Kamiyama
Touma Kamiyama est un jeune romancier et propriétaire de la librairie Fantastic Kamiyama. Toujours positif, il veut aider les gens dans le besoin, mais il semblerait qu'il ait subi une perte de mémoire. Une rencontre avec l'épée sacrée de feu Rekka lui confère le pouvoir de Kamen Rider Saber. Pour se transformer en Kamen Rider Saber, il utilise le Seiken Swordriver et des Wonder Ride Books. Son Wonder Ride Book principal est le Brave Dragon Wonder Ride Book, basé sur un dragon de feu. Le nom Saber est simplement le mot sabre en anglais.
Touma Kamiyama est interprété par Shuichiro Naito (内藤 秀一郎, Naitō Shūichirō).

##### Formes (Kaenken Rekka)

###### Formes principales
- Brave Dragon (ブレイブドラゴン, Bureibu Doragon?, Dragon courageux) est la forme principale de Saber accessible en insérant uniquement le Brave Dragon Wonder Ride Book dans le Seiken Swordriver puis en dégainant son épée Rekka du Seiken Swordriver. L'attaque finale de Saber sous cette forme est Hiryu Shugekiha (火龍蹴撃破［ヒリュウシュウゲキハ］, Coup de pied du dragon de flamme?).
- Dragon Eagle (ドラゴンイーグル, Doragon Īguru?) est une des formes combinées à deux livres de Saber accessible en insérant le Brave Dragon et le Storm Eagle Wonder Ride Books dans le Seiken Swordriver[3] puis en dégainant son épée Rekka du Seiken Swordriver.
- Crimson Dragon (クリムゾンドラゴン, Kurimuzon Doragon?, Dragon cramoisi) est une des formes combinées à trois livres de Saber accessible en insérant le Brave Dragon, le Storm Eagle et le Saiyuu Journey Wonder Ride Books dans le Seiken Swordriver puis en dégainant son épée Rekka du Seiken Swordriver. Il s'agit du Wonder Combo de Saber[4].
- Saiyuu Dragon (西遊ドラゴン, Saiyū Doragon?, Dragon de l'Ouest) est une des formes combinées à deux livres de Saber de Saber accessible en insérant le Brave Dragon et le Saiyuu Journey Wonder Ride Books dans le Seiken Swordriver puis en dégainant son épée Rekka du Seiken Swordriver.
- Dragonic Knight (ドラゴニックナイト, Doragonikku Naito?, Chevalier draconique) est la première forme évoluée de Saber accessible en insérant uniquement le Dragonic Knight Wonder Ride Book dans le Seiken Swordriver puis en dégainant son épée Rekka du Seiken Swordriver. Sous cette forme, Saber est armé du Dragonic Booster, un gantelet fixé à son bras gauche pouvant scanner les différents Wonder Ride Books[5].
- Primitive Dragon Brave Dragon (プリミティブドラゴンブレイブドラゴン, Purimitibu Doragon Bureibu Doragon?) est la deuxième forme évoluée et la principale forme Primitive Dragon de Saber accessible en insérant le Primitive Dragon Wonder Ride Book contenant le Brave Dragon Wonder Ride Book dans le Seiken Swordriver puis en dégainant son épée Rekka du Seiken Swordriver. Il ne contrôle pas cette forme[6].
- Elemental Primitive Dragon (エレメンタルプリミティブドラゴン, Erementaru Purimitibu Doragon?) est la deuxième forme évoluée de Saber accessible en insérant le Primitive Dragon Wonder Ride Book contenant l' Elemental Dragon Wonder Ride Book dans le Seiken Swordriver puis en dégainant son épée Rekka du Seiken Swordriver. L' Elemental Dragon Wonder Ride Book stabilisera Primitive Dragon et permettra à Touma de retrouver son cœur vertueux[7], permettant le contrôle de la forme[8]. En plus des pouvoirs de feu de Rekka, Saber obtient les pouvoirs élémentaires d'autres épées sacrées (sans les posséder) : l'hydrokinésie de Nagare, l'électrokinésie d'Ikazuchi, la géokinésie de Gekido et l'aérokinésie de Hayate.

###### Autres formes
- Dragon Peter (ドラゴンピーター, Doragon Pītā?) est la forme rouge et bleue de Saber, accessible en insérant le Brave Dragon et le Peter Fantasista Wonder Ride Books dans le Seiken Swordriver[9],[10] puis en dégainant son épée Rekka du Seiken Swordriver.
- Dragon Jackun (ドラゴンジャッ君, Doragon Jakkun?) est la forme rouge et verte de Saber, accessible en insérant le Brave Dragon et le Jackun-to-Domamenoki Wonder Ride Books dans le Seiken Swordriver[9],[10] puis en dégainant son épée Rekka du Seiken Swordriver.
- Dragon Hedgehog (ドラゴンヘッジホッグ, Doragon Hejjihoggu?) est la forme rouge et jaune de Saber, accessible en insérant le Brave Dragon et le Needle Hedgehog Wonder Ride Books dans le Seiken Swordriver[11] puis en dégainant son épée Rekka du Seiken Swordriver.
- Dragon Hedgehog Peter (ドラゴンヘッジホッグピーター, Doragon Hejjihoggu Pītā?) est la forme rouge, jaune et bleue de Saber, accessible en insérant le Brave Dragon, le Needle Hedgehog et le Peter Fantasista Wonder Ride Books dans le Seiken Swordriver puis en dégainant son épée Rekka du Seiken Swordriver. Sous cette forme, les statistiques de Saber sont légèrement supérieures à celles de Brave Dragon ainsi que de toutes les autres formes qui utilisent deux Wonder Ride Books. Cependant, cette forme fatiguera les utilisateurs non-entraînés en raison de la nature éprouvante de l'utilisation de la puissance de trois Wonder Ride Book à la fois. De plus, la forme n'est pas adaptée à son style de combat et ne lui permet pas de libérer son plein potentiel[12] .
- Dragon Eagle Buta 3 (ドラゴンイーグルぶた3, Doragon Īguru Butasan?) est la forme combinée de Saber accessible en insérant le Brave Dragon, le Storm Eagle et le Kobuta 3 Kyoudai Wonder Ride Books dans le Seiken Swordriver puis en dégainant son épée Rekka du Seiken Swordriver[12].
- Dragon Arthur (ドラゴンアーサー, Doragon Āsā?) est la forme rouge et bleue de Saber, accessible en insérant le Brave Dragon et le King of Arthur Wonder Ride Books dans le Seiken Swordriver puis en dégainant son épée Rekka du Seiken Swordriver. Le King of Arthur Wonder Ride Book donne également à Saber une nouvelle épée appelée King Excalibur. King Excalibur peut se transformer en robot géant appelé King of Arthur[12] . En dépit de ne pas être une combinaison de même couleur, cette forme surpasse Dragon Eagle et Dragon Eagle Buta 3.
- Dragon Alangina (ドラゴンアランジーナ, Doragon Aranjīna?) est la forme combinée rouge et jaune de Saber accessible en insérant le Brave Dragon et le Lamp Do Alangina Wonder Ride Books dans le Seiken Swordriver puis en dégainant son épée Rekka du Seiken Swordriver. Sous cette forme, Saber utilise la Raimenken Ikazuchi, l'épée de foudre d'Espada avec son Kaenken Rekka[13].
- Dragon Eagle Arthur (ドラゴンイーグルアーサー, Doragon Īguru Āsā?) est la forme combinée de Saber, accessible en insérant le Brave Dragon, le Storm Eagle et le King of Arthur Wonder Ride Books dans le Seiken Swordriver puis en dégainant son épée Rekka du Seiken Swordriver. Comme la forme Dragon Arthur, Saber obtient une nouvelle épée appelée King Excalibur[14].
- Emotional Dragon (エモーショナルドラゴン, Emōshonaru Doragon?, Dragon des émotions) est la forme de Saber accessible en insérant le Emotional Dragon Wonder Ride Book dans le Seiken Swordriver puis en dégainant son épée Rekka du Seiken Swordriver[15]. Cette forme est apparu premièrement dans le film d'hiver L'épéiste phénix et le livre de la ruine (劇場短編 仮面ライダーセイバー［聖刃］不死鳥の剣士と破滅の書, Gekijō-tanpen Kamen Raidā Seibā Fushichou no Kenshi to Hametsu no Hon?)[16]. Elle refait son apparition dans l'épisode 35 de la série[17],[18].
- Primitive Dragon Lion Senki (プリミティブドラゴンライオン戦記 Purimitibu Doragon Raion Senki, Purimitibu Doragon Raion Senki?) est la forme alternative Primitive Dragon de Saber accessible en insérant le Primitive Dragon Wonder Ride Book contenant le Lion Senki Wonder Ride Book dans le Seiken Swordriver puis en dégainant son épée Rekka du Seiken Swordriver. Il ne contrôle pas cette forme[6].
- Dragon Televi-kun (ドラゴンてれびくん, Doragon Terebikun?) est la forme combinée rouge et blanche de Saber accessible en insérant le Brave Dragon et le Televi-kun Wonder Ride Books dans le Seiken Swordriver puis en dégainant son épée Rekka du Seiken Swordriver[8],[19].
- Ghost Ijinroku (ゴースト偉人録, Gōsuto Ijinroku?, Ghost, Enregistrement des grandes personnes) est la forme de Saber accessible en insérant le Ghost Ijinroku Wonder Ride Book dans le Seiken Swordriver puis en dégainant son épée Rekka du Seiken Swordriver. Cette forme apparaît exclusivement dans la série web exclusive Kamen Rider Saber × Ghost[20],[21].

##### Formes (Haouken Xross Saber)
Kamen Rider Xross Saber (仮面ライダークロスセイバー, Kamen Raidā Kurosu Seibā) est la forme finale de Saber. Cette forme est accessible en utilisant le sabre royal des lames, Xross Saber à la place de Rekka. Pour se transformer, Touma insère le Brave Dragon Wonder Ride Book dans le Seiken Swordriver puis dégaine Xross Saber du Seiken Swordriver. Sous cette forme, Saber a la puissance des dix épées sacrées des épéistes de la Base du Nord et de la Base du Sud.
Touma peut augmenter la puissance de Xross Saber en insérant divers Wonder Ride Books dans son Seiken Swordriver : 
- Crimson Saber (クリムゾンセイバー, Kurimuzon Seibā?, Sabre cramoisi) est une des formes combinées à trois livres de Xross Saber accessible en insérant le Brave Dragon, le Storm Eagle et le Saiyuu Journey Wonder Ride Books dans le Seiken Swordriver puis en dégainant son sabre Xross Saber du Seiken Swordriver[22].

- Featuring Saber (フィーチャリングセイバー, Fīcharingu Seibā?, Avec Saber) est une des formes combinées à trois livres de Xross Saber accessible en insérant le Brave Dragon, le Lion Senki et le Lamp Do Alangina Wonder Ride Books dans le Seiken Swordriver puis en dégainant son sabre Xross Saber du Seiken Swordriver[22].

- Hybrid Saber (ハイブリッドセイバー, Haiburiddo Seibā?, Sabre hybride) est une forme combinée à deux livres de Xross Saber, accessible en insérant le Brave Dragon et le King of Arthur Wonder Ride Books dans le Seiken Swordriver puis en dégainant son sabre Xross Saber du Seiken Swordriver.

#### Rintaro Shindo
Rintaro Shindo a été choisi par l'épée sacrée de l'eau Nagare pour devenir Kamen Rider Blades. Il est studieux et fait passer les règles de Sword of Logos avant tout. Rintaro est aussi très pointilleux sur la nourriture. Comme Saber, pour se transformer en Kamen Rider Blades, il utilise le Seiken Swordriver et des Wonder Ride Books. Son Wonder Ride Book principal est le Lion Senki Wonder Ride Book, basé sur un lion. Le nom de Blades n'est que la forme plurielle du mot anglais Blade (lame en français).
Rintaro est interprété par Takaya Yamaguchi (山口 貴也, Yamaguchi Takaya).

##### Formes
- Lion Senki (ライオン戦記, Raion Senki?, Les chroniques du lion) est la forme principale bleue et noire de Blades accessible en utilisant uniquement le Lion Senki Wonder Ride Book dans le Seiken Swordriver puis en dégainant son épée Nagare du Seiken Swordriver.
- Lion Fantasista (ライオンファンタジスタ, Raion Fantajisuta?, Lion Fantaisiste) est la forme de Blades combinée à deux livres en utilisant le Lion Senki et le Peter Fantasista Wonder Ride Books dans le Seiken Swordriver[11] puis en dégainant son épée Nagare du Seiken Swordriver.
- Fantastic Lion (ファンタスティックライオン, Fantasutikku Raion?, Lion Fantastique) est la forme combinée à trois livres de Blades accessible en utilisant le Lion Senki, le Tenkuu no Pegasus et le Peter Fantasista Wonder Ride Books dans le Seiken Swordriver[12] puis en dégainant son épée Nagare du Seiken Swordriver. Il s'agit du Wonder Combo de Blades.
- Lion Pegasus (ライオンペガサス, Raion Pegasasu?) est la forme de Blades combinée à deux livres en utilisant le Lion Senki et le Tenkuu no Pegasus Wonder Ride Books dans le Seiken Swordriver puis en dégainant son épée Nagare du Seiken Swordriver.
- King Lion Dai Senki (キングライオンダイ戦記, Kingu Raion Dai Senki?, Chronique royale du Roi Lion) est la forme évoluée de Blades accessible en utilisant uniquement le King Lion Dai Senki Wonder Ride Book dans le Seiken Swordriver puis en dégainant son épée Nagare du Seiken Swordriver. Comme Saber Dragonic Knight, Blades obtiendra également une nouvelle arme, le King Lion Booster, un gant attaché à son bras gauche capable de scanner divers Wonder Ride Books pour produire diverses attaques. Contrairement à Saber, il peut se transformer en lion[5].
- Tategami Hyoujuu Senki (タテガミ氷獣戦記, Tategami Hyōjū Senki?, Les chroniques de la crinière bestiale des glaces) est la forme finale blanche de Blades accessible en utilisant uniquement le Tategami Hyoujuu Senki Wonder Ride Book dans le Seiken Swordriver puis en dégainant son épée Nagare du Seiken Swordriver[23]. Sous cette forme, les pouvoirs aquatiques de Blades sont augmentés, lui octroyant la faculté de cryokinésie[24]. C'est aussi la combinaison de ses formes précédentes.
- Specter Gekikou Senki (スペクター激昂戦記, Supekutā Gekikō Senki?, Les chroniques enragées de Specter) est la forme de Blades accessible en utilisant uniquement le Specter Gekikou Senki Wonder Ride Book dans le Seiken Swordriver puis en dégainant son épée Nagare du Seiken Swordriver. Cette forme apparaît exclusivement dans la série web exclusive Kamen Rider Specter × Blades[25].

#### Kento Fukamiya
Kento Fukamiya a été choisi par l'épée sacrée de la foudre Ikazuchi pour devenir Kamen Rider Espada. Il est l'ami d'enfance de Touma Kamiyama et est heureux de l'avoir retrouvé, mais sera pour Touma après avoir constaté que Touma a perdu une partie de sa mémoire et fera pour l'aider à retrouver ses souvenirs grâce à Sword of Logos. Comme Saber et Blades, pour se transformer en Kamen Rider Espada, il utilise le Seiken Swordriver et des Wonder Ride Books. Son Wonder Ride Book principal est le Lamp Do Alangina Wonder Ride Book, inspiré de l'histoire d'Aladdin. La dénomination Espada fait référence au nom de la rapière, connue des Portugais et des Espagnols sous le nom d'espada ropera , qui signifie littéralement « épée de robe », car elle était souvent utilisée comme accessoire pour les vêtements, soit comme mode ou la légitime défense.
Il est de retour en tant que Kamen Rider Calibur.
Kento est interprété par Ryo Aoki (青木 瞭, Aoki Ryō).

#### Formes (Kamen Rider Espada)
- Lamp Do Alangina (ランプドアランジーナ, Ranpu Do Aranjīna?, Lampe d'Alangina) est la forme principale dorée d'Espada accessible en insérant le Lamp Do Alangina Wonder Ride Book dans le Seiken Swordriver puis en dégainant son épée Ikazuchi du Seiken Swordriver.
- Lamp Do Hedgehog (ランプドヘッジホッグ, Ranpu Do Hejjihoggu?, Lampe de l'hérisson) est la forme combinée à deux livres d'Espada accessible en insérant le Lamp Do Alangina et le Needle Hedgehog Wonder Ride Books dans le Seiken Swordriver puis en dégainant son épée Ikazuchi du Seiken Swordriver.
- Lamp Do Cerberus (ランプドケルベロス, Ranpu Do Keruberosu?, Lampe du Cerbère) est la forme combinée à deux livres d'Espada accessible en insérant le Lamp Do Alangina et le Tri Cerberus Wonder Ride Books dans le Seiken Swordriver puis en dégainant son épée Ikazuchi du Seiken Swordriver.
- Golden Alangina (ゴールデンアランジーナ, Gōruden Aranjīna?, Alangina doré) est la forme combinée à trois livres d'Espada accessible en insérant le Lamp Do Alangina, le Needle Hedgehog et le Tri Cerberus Wonder Ride Books dans le Seiken Swordriver puis en dégainant son épée Ikazuchi du Seiken Swordriver. Il s'agit du Wonder Combo d'Espada[4].

#### Formes (Kamen Rider Calibur)
- Jaaku Dragon (ジャアクドラゴン, Jaaku Doragon?) est la forme principale de Calibur accessible en utilisant le Jaaku Dragon Wonder Ride Book dans le Jaken Caliburdriver. Sous cette forme, Kento a pu tenir tête à Kamen Rider Saikou sous sa forme X-Swordman.
- Jaou Dragon (ジャオウドラゴン, Jaou Doragon?) est la forme évoluée de Calibur accessible en utilisant le Jaou Dragon Wonder Ride Book dans le Jaken Caliburdriver. Sous cette forme, Kento peut tenir tête à Saber sous sa forme Elemental Dragon.

#### Ryo Ogami
Ryo Ogami est un père qui élève seul son fils Sora. Il était autrefois le meilleur ami de Calibur et enquête actuellement sur la trahison de Calibur de l'ordre. En utilisant le Dogouken Gekido et des Wonder Rider Books, il peut se transformer en Kamen Rider Buster. Son Wonder Ride Book principal est le Genbu Shinwa Wonder Ride Book, inspiré de la Tortue noire. Le nom de Buster est un jeu de mots sur le terme Bastard Sword (épée bâtarde en français), qui était une grande épée à deux mains utilisée en Europe au XVIIe siècle.
Ryo Ogami est interprété par l'acteur vétéran, Yuki Ikushima (生島勇輝, Ikushima Yūki).

##### Formes
- Genbu Shinwa (玄武神話, Genbu Shinwa?, Mythe de la Tortue Noire) est la forme principale grise de Buster accessible en insérant le Genbu Shinwa Wonder Ride Book dans le Dogouken Gekido.
- Genbu Jackun (玄武ジャッ君, Genbu Jakkun?) est la forme grise et verte combinée à deux livres de Buster accessible en insérant le Jackun-to-Domamenoki Wonder Ride Book dans le Dogouken Gekido[11].
- Genbu Bremen (玄武ブレーメン, Genbu Burēmen?) est la forme de Buster accessible en insérant le Bremen no Rock Band Wonder Ride Book dans le Dogouken Gekido[5].

#### Ren Akamichi
Ren Akamichi a été choisi par l'épée sacrée du vent Hayate pour devenir Kamen Rider Kenzan. Il tient la justice et sa force en haute estime. Il développera une rivalité avec Saber. Comme les autres Riders, il utilise des Wonder Ride Books mais utilise la lame jumelle Hayate pour se transformer. Son Wonder Ride Book principal est le Sarutobi Ninja Den Wonder Ride Book, inspiré de Sasuke Sarutobi.
Après qu'une des lames jumelles Hayate a été scellé par Kento et après s'être rendu compte de son manque de puissance vis-à-vis des autres Riders, il quitte Sword of Logos et s'allie à Desast pour devenir plus fort.
Le nom de Kenzan est une combinaison des mots japonais pour Ken (剣, épée en français) et Zan (斬, Couper), le coup d'une épée.
Ren Akamichi est interprété par Eiji Togashi (富樫 慧士, Togashi Eiji).

##### Formes
- Sarutobi Ninjaden (猿飛忍者伝?, La légende du ninja Sarutobi) est la forme principale verte de Kenzan accessible en utilisant le Sarutobi Ninja Den Wonder Ride Book dans la Fuusouken Hayate.
- Ninja Butasan (忍者ぶた3?) est la forme combinée à deux livres de Kenzan accessible en utilisant le Kobuta 3 Kyoudai Wonder Ride Book dans la Fuusouken Hayate. C'est la première forme d'un Rider à combiner deux Wonder Ride Books de mêmes catégories (dans ce cas, les histoires).
- Ninja Jackun (忍者ジャッ君, Ninja Jakkun?) est la forme de Kenzan accessible en utilisant le Jackun-to-Domamenoki Wonder Ride Book dans la Fuusouken Hayate[5].

#### Tetsuo Daishinji
Tetsuo Daishinji (大秦寺 哲雄, Daishinji Tetsuo) est le mécanicien de Sword of Logos. Il s'occupe de la maintenance des épées sacrées et des Wonder Ride Books. Bien que réservé, il attire la curiosité de tout le monde. 
En tant que mécanicien de l'épée du logos, Tetsuo est compétent dans son travail et le prend très au sérieux. Daishinji est capable de remarquer l'état de n'importe quelle épée sacrée qu'utilise les Kamen Riders de la série. Quand il s'occupe de l'équipement utilisé par les Riders, il dit que les épées ont des sentiments, affirmant que l'épée Rekka "pleure" à cause de l'insouciance de Touma après avoir utilisé trois Wonder Ride Books à la fois. 
Daishinji n'aime pas être au centre de l'attention, au point de se couvrir le visage avec sa main chaque fois que quelqu'un lui demande directement. 
Il dispose d'une ouïe surhumaine.
Daishinji est surnommé par Sophia « Slash » car il est en effet un Kamen Rider qui faisait réparer son épée, Suzune.
Après l'avoir réparé, il redevient Kamen Rider Slash,.
Tetsuo est interprété par Hiroaki Oka (岡 宏明, Oka Hiroaki).

#### Formes
- Hanselnuts to Gretel (ヘンゼルナッツとグレーテル, Henzerunattsu to Gurēteru?, Les noisettes d'Hansel et Gretel) est la forme principale rose de Slash accessible en utilisant le Hanselnuts to Gretel Wonder Ride Book dans le Onjuuken Suzune[28],[4].
- Hansel Bremen (ヘンゼルブレーメン, Henzeru Burēmen?) est une forme de Slash accessible en utilisant le Bremen no Rock Band Wonder Ride Book dans le Onjuuken Suzune[4]. Lorsqu'il utilise le Bremen no Rock Band Wonder Ride Book, sa personnalité change radicalement en un être fort et énergique qui crie constamment des jeux de mots basés sur le son.
- Hansel Butasan (ヘンゼルぶた3, Henzeru Butasan?) est la forme de Slash accessible en utilisant le Kobuta 3 Kyoudai Wonder Ride Book dans le Onjuuken Suzune[5].

#### Mei Sudo
Mei Sudo (須藤芽依, Sudou Mei) est l'éditrice de Touma. Bien que n'ayant aucun pouvoir particulier, elle a été autorisée à intégrer Sword of Logos aux côtés de Touma. Mei Sudo est interprétée par Asuka Kawazu (川津 明日香, Kawazu Asuka).

#### Sophia
Sophia (ソフィア, Sofia) est la fondatrice de Sword of Logos, qui protège le Livre depuis les temps anciens. Elle est une ancienne mystique qui cherche à rétablir l'équilibre des mondes. Sophia est interprétée par Rina Chinen (知念 里奈, Chinen Rina).

#### Reika Shindai
Reika Shindai  (神代 玲花, Shindai Reika) est une messagère venue de la base du Sud de Sword of Logos,.
Elle vient à la base du Nord pour observer le nouveau Saber, Touma Kamiyama.
Quand elle rencontre Kento Fukamiya , elle lui offre le Tri Cerberus Wonder Ride Book pour l'aider à combattre Calibur et compléter son Wonder Combo. 
Peu de temps après la mort de Daichi Kamijo, Reika tente de forcer Touma de rejoindre la base du Sud. Après son refus, elle a utilisé sa position de messagère de la base du Sud pour prendre le contrôle de la base du Nord et convaincre les épéistes de la base du Nord que Touma s'est retourné contre eux, le tout pour forcer l'épée de lumière à apparaître après avoir été porté perdu depuis un millénaire.
Plus tard, elle utilisera l'épée de la sage fumée, Eneiken Noroshi et le Konchuu DaiHyakka (La Grande Encyclopédie des Insectes) Wonder Ride Book pour se transformer en Kamen Rider Sabela (仮面ライダーサーベラ, Kamen Raidā Sābera). 
Il se révèle qu'elle est la personne derrière l'enlèvement de Sophia, grâce à son pouvoir de manipuler la fumée.
Elle voue une admiration pour son frère aîné, Ryoga Shindai.
Après que Master Logos ait révélé ses véritables intentions, Reika a quitté l'organisation avec son frère Ryoga et ils ont uni leurs forces avec les épéistes de la Base du Nord pour l'arrêter,.
Le nom de Sabela est dérivée de "szablya", le mot hongrois pour "sabre", et des lépidoptères du genre Sabera, qui correspond à son motif d'insecte.
Elle est interprétée par Angela Mei ((アンジェラ 芽衣, Anjera Mei).

#### Ryoga Shindai
Ryoga Shindai (神代 凌牙, Shindai Ryōga) est l'épéiste le plus proche de Master Logos.
Ryoga Shindai est le frère aîné de Reika Shindai.
Il utilise l'épée du flot temporel, Jikokuken Kaiji et le Ocean History Wonder Ride Book pour se transformer en Kamen Rider Durendal (仮面ライダーデュランダル, Kamen Raidā Dyurandaru),,.
Grâce à l'utilisation de son épée sacrée, il peut donner l'illusion de se téléporter sur de courtes distances et déformer l'écoulement du temps autour de lui pour confondre et prendre le dessus sur ses ennemis.
Durendal a pu vaincre Kamen Rider Saber, sous sa forme Elemental Primitive Dragon et Kamen Rider Saikou, sous sa forme X-Swordman.
Comme sa sœur cadette, Ryoga était totalement fidèle à Master Logos et était prête à tout pour le voir réussir, même s'il était pleinement conscient que Master Logos viole ouvertement le code de conduite de l'organisation.
Bien qu'il soit un épéiste, il n'a aucun scrupule à utiliser des tactiques déloyales, comme utiliser un Rintaro blessé comme otage, ne pas tenir une promesse ou attaquer un ennemi désarmé par derrière.
Après que Master Logos ait révélé ses véritables intentions, Ryoga a quitté l'organisation avec sa sœur Reika et ils ont uni leurs forces avec les épéistes de la Base du Nord pour l'arrêter,.
Le nom de Durendal vient de Durandal, l'épée du chevalier Roland, paladin légendaire et partiellement officier historique de l'empereur Charlemagne dans la littérature française.
Il est interprété par Ken Shonozaki (庄野崎 謙, Shōnozaki Ken).

#### Master Logos
Master Logos (マスターロゴス, Masutā Rogosu, Maître de Logos) est le titre du chef de Sword of Logos.
La personne titulaire du titre de Master Logos contrôle à la fois la base Nord et la base Sud de l'organisation.
Le devoir de la famille Shindai est de protéger le détenteur du titre de "Master Logos" pendant des générations.

##### Isaac
Isaac (イザク, Izaku, Maître de Logos) est l'actuel Master Logos.
Contrairement à ses prédécesseurs qui ont juré de protéger le monde, l'actuel Master Logos est un homme vil et avide de pouvoir. Il a abusé de sa position de chef de tous les épéistes du Logos pour provoquer des luttes intestines tout en sacrifiant des innocents pour ses propres stratagèmes malveillants. Comme il l'a admis lui-même, il redoute le monde actuel et souhaite utiliser le Grand Livre pour le détruire et le reconstruire à son image. Il a personnellement tué les quatre sages de haut rang pour leur entêtement et leur entrave à ses objectifs.
L'actuel Master Logos partage le même objectif que les Megids.
Après avoir obtenu Caladbolg et l'Omni Force Wonder Ride Book, Master Logos se transformera en Kamen Rider Solomon (仮面ライダーソロモン, Kamen Raidā Soromon),.
Le nom de Solomon fait référence en anglais au roi Salomon, roi d'Israël réputé pour sa grande sagesse que Dieu lui a offerte.
Le prénom Isaac est dérivé d'Isaac, le fils promis à Abraham par Dieu selon la Bible et le Coran et ancêtre du roi Salomon.
Isaac est interprété par Keisuke Soma (相馬 圭祐, Sōma Keisuke), qui a également interprété par le passé Genta Umemori de Samurai Sentai Shinkenger.

### Megid
Megid (メギド, Megido) est une organisation qui souhaite modifier l'histoire grâce à un livre maléfique, l'Alter Book. Il y a des milliers d'années, les membres de Megid ont essayé de voler le Livre. De nos jours, ils tentent de le reprendre.

#### Storious
Storious (ストリウス, Sutoriusu) est un membre de Megid, voulant changer l'histoire grâce à l'Alter Book. Il est spécialisé dans la création des Megids contes de fées.
Il a une épée et un livre noir.
Storious est interprété par Robin Furuya (古屋 呂敏, Furuya Robin).

#### Legeiel
Legeiel (レジエル, Rejieru) est un homme fier de sa position élevée dans Megid. Il est spécialisé dans la création des Megids créatures mythologiques. 
La forme de monstre Megid de Legeiel est un dragon.
Il a une épée et peut utiliser les pouvoirs des éléments. 
En mars, pour tenter de se venger de Saber et le vaincre sous sa forme Primitive Dragon, Legeiel évolue, avec l'aide de Storious, en Legeiel Forbidden (レジエル・フォビドゥン, Rejieru Fobidun, littéralement Legeiel interdit). Il est vaincu par Saber, sous sa forme Elemental Primitive Dragon. Comme Legeiel Forbidden a été créé par le biais d'une technique interdite, il ne peut plus être ramené à la vie. 
Legeiel est interprété par Kairu Takano (高野 海琉, Takano Kairu).

#### Zooous
Zooous (ズオス, Zuosu) est aussi bien cérébral que physique. Il est spécialisé dans la création des Megids animaux.
Il est le pire ennemi de Blades, dont il a tué le maître.
Il a deux épées et a le pouvoir de pyrokinésie. Il est également un maître en acrobaties, étant très agile.
Le style de combat et les capacités de Zooous lui permet de s'adapter automatiquement à chaque bataille qu'il a combattue pour ne pas être vaincu deux fois de la même manière. Cette adaptation lui a permis de vaincre à deux reprises Blades, sous sa forme King Lion Daisenki.
En avril, après sa défaite face à Saber et Blades, Zooous évolue en Zooous Predator (ズオス・プレデター, Zuosu Puredetā, littéralement Zooous Prédateur).
Il est vaincu par Blades, sous sa forme Tategami Hyoujuu Senki.
Zooous est interprété par Koji Saikawa (才川 コージ, Saikawa Kōji).

#### Desast
Desast est un Megid unique créé en combinant les trois catégories de Megid. Il est un épéiste ayant tué plusieurs épéistes de Sword of Logos et ayant combattu par Buster par le passé. Il est ressuscité par Calibur. Il tuera Daichi Kamijo pour être libre.
Desast semble intéressé par Kenzan, qu'il estime être comme lui.
Le nom de Desast est inspiré du mot français « désastre ».
Desast est doublé par Kōki Uchiyama  (内山 昂輝, Uchiyama Kōki).

### Kamen Rider Calibur
Kamen Rider Calibur était autrefois un membre de Sword of Logos. Il a trahi son serment de protéger le Livre pour s’approprier ses pouvoirs. Depuis, ce mystérieux Kamen Rider travaille avec Megido. Sa véritable identité est gardée secrète. Il utilise son épée maléfique Kurayami et le Jaaku Dragon Wonder Ride Book pour se transformer. 
Il convoite l'épée sacrée Rekka, et les Brave Dragon et King of Arthur Wonder Ride Books.
Il semble être Hayato Fukamiya, le père de Kento, qui a été Kamen Rider Calibur. Hayato est interprété par Kenji Tominaga, un acteur connu pour avoir joué Kaido dans Kamen Rider 555 et Fuwa Juzo dans Shinkenger.
Il se révèle être Daichi Kamijo, le précédent Kamen Rider Saber. Daichi révèle avoir tué Hayato, le précédent Calibur.
Daichi sera tué par Desast mais confie à Touma la tâche de trouver le véritable traitre de Sword of Logos.
Daichi Kamijo est interprété par Hiroyuki Hirayama (平山浩行, Hirayama Hiroyuki).

#### Formes
- Jaaku Dragon (ジャアクドラゴン, Jaaku Doragon?, Dragon maléfique) est la forme principale de Calibur accessible en utilisant le Jaaku Dragon Wonder Ride Book dans le Jaken Caliburdriver. Sous cette forme et hors Wonder Combo, Calibur surpasse tous les Riders.
- Jaou Dragon (ジャオウドラゴン, Jaou Doragon?, Dragon maléfique royal) est la forme évoluée de Calibur accessible en utilisant le Jaou Dragon Wonder Ride Book dans le Jaken Caliburdriver[4].

### Tassel
Tassel, de son vrai nom, Victor,[pas clair] est un mystérieux conteur. 
Il est le narrateur de la série, commençant généralement un épisode en disant « Bonne lecture ». 
Il s'intéresse à Touma. 
Tassel est interprété par Tobi, alias le Romanesque Ishitobi, ayant précédemment interprété Agony dans France Five.

### Yuri
Yuri est la mystérieuse personne qui protège Avalon. 
Il gardait le légendaire Wonder Ride Book King Of Arthur, jusqu'à ce qu'il rencontre Touma qui tentait d'acquérir ce pouvoir.
Yuri peut se transformer en Kamen Rider Saikou avec l'épée de lumière Saikou et le Wonder Ride Book Kin no Buki Gin no Buki, qui le change en épée. Il ne dispose pas de forme humanoïde mais il pourra appeler un kagemusha, une ombre vivante du nom de Shadow pour le manier au combat.
Yuri est interprété par Tomohiro Ichikawa (市川 知宏, Ichikawa Tomohiro).

#### Formes
- Kin no Buki Gin no Buki (金の武器 銀の武器?, L'arme d'or et l'arme d'argent) est la forme principale de Saikou accessible en utilisant le Kin no Buki Gin no Buki Wonder Ride Book dans le Kougouken Saikou et le Seiken Saikou Driver. Sous cette forme, il se change en épée.
- Saikou Shadow  (最光シャドー, Saikō Shadō?) est la forme alternative de Saikou accessible en pressant le bouton sur le Kin no Buki Gin no Buki Wonder Ride Book. Une ombre vivante le manie.
- X-Swordman (エックスソードマン, Ekkusu Sōdoman?) est la forme évoluée de Saikou accessible en utilisant le X-Swordman Wonder Ride Book dans le Seiken Saikou Driver[6]. Cette évolution possède trois modes qui changent la configuration de l'armure : le mode normal, le mode Powerful avec l'armure sur le bras et le mode Wonderful avec l'armure sur la jambe. La transformation de Saikou en X-Swordman transfère la conscience de Yuri de son arme à Saikou Shadow, lui permettant de s'engager personnellement dans le combat en utilisant un corps physique. En contrepartie, Saikou ressentira désormais la douleur lorsqu'il subira des dégâts.

### Bahato
Bahato est le légendaire épéiste immortel qui a été scellé par Yuri il y a un millénaire dans le livre de la destruction. Il réapparut dans les temps modernes et combattit les épéistes de la Base du Nord en tant que Kamen Rider Falchion. Il est finalement enfermé une seconde fois après sa défaite face à Kamen Rider Saber sous sa forme Emotionnal Dragon. Il fut à nouveau libéré, cette fois par Master Logos, pour l'aider dans son objectif de refaire le monde à son image, croisant une nouvelle fois le chemin de Yuri et Touma.
Il veut détruire la Terre et Wonder World car il a perdu espoir en l'Humanité, qu'il considère comme condamnée à perpétuer un cycle éternel de trahison et de conflit après que sa famille fut tuée par un des amis épéistes et qu'il eut tué ce même ami.
Pour se transformer en Falchion, Bahato utilise le Haken Bladedriver et le Eternal Phoenix Wonder Ride Book. Il insère l'épée inconnue, Néant (ou Mumeiken Kyomu) et son Wonder Ride Book, Eternal Phoenix dans le Haken Bladedriver puis dégaine Kyomu du Haken Bladedriver.
Ses deux capacités spéciales le rendent particulièrement dangereux : le Eternal Phoenix Wonder Ride Book lui permet de ressusciter chaque fois qu'il meurt et son épée, Kyomu peut vider les épées de leur pouvoir.
Le nom Falchion vient du sabre Fauchon, un sabre utilisé en Europe utilisé entre le XIe et le XVIe siècle, qui est appelé en anglais Falchion.
Bahato est interprété par Masashi Taniguchi (谷口 賢志, Taniguchi Masashi), qui a également interprété Jin Takayama dans Kamen Rider Amazons.

### Wonder Ride Books
Les Wonder Ride Books sont les gimmicks (objets à collectionner) de la série. 
Il existe trois types de Wonder Ride Books : 
- livres de créatures mythologiques comme Brave Dragon[10] ;
- livres d'animaux sacrés comme Lion Senki[10] ;
- livres de contes comme Peter Fantasista et Jackun-to-Domamenoki[10].

Liste de Wonder Ride Books :
- Brave Dragon Wonder Ride Book, le Wonder Ride Book principal de Saber. Il est basé sur un dragon de feu ;
- Lion Senki Wonder Ride Book, le Wonder Ride Book principal de Blades. Il est basé sur un lion ;
- Peter Fantasista Wonder Ride Book, un Wonder Ride Book inspiré de Peter Pan ;
- Jackun-to-Domamenoki Wonder Ride Book, un Wonder Ride Book inspiré de Jack et le haricot magique ;
- Needle Hedgehog Wonder Ride Book, un Wonder Ride Book basé sur un hérisson ;
- Jaaku Dragon Wonder Ride Book, le Wonder Ride Book principal de Calibur. Il est basé sur un dragon maléfique ;
- Genbu Shinwa Wonder Ride Book, le Wonder Ride Book principal de Buster. Il est inspiré de la Tortue noire ;
- Lamp Do Alangina Wonder Ride Book, le Wonder Ride Book principal d'Espada. Il est inspiré de l'histoire d'Aladdin ;
- Sarutobi Ninja Den Wonder Ride Book, le Wonder Ride Book principal de Kenzan. Il est inspiré de Sasuke Sarutobi ;
- Kobuta 3 Kyoudai Wonder Ride Book, un Wonder Ride Book inspiré de l'histoire des Trois petits cochons[40] ;
- Storm Eagle Wonder Ride Book, un Wonder Ride Book basé sur un aigle[40] ;
- Tenkuu no Pegasus Wonder Ride Book, un Wonder Ride Book basé sur le cheval Pégase[40] ;
- King of Arthur Wonder Ride Book, un Wonder Ride Book inspiré de la légende du roi Arthur Pendragon[40] ;
- Saiyuu Journey Wonder Ride Book, un Wonder Ride Book inspiré de la Pérégrination vers l'Ouest ;
- Tri Cerberus Wonder Ride Book, un Wonder Ride Book basé sur le Cerbère ;
- Hanselnuts To Gretel Wonder Ride Book, le Wonder Ride Book principal de Slash. Il est inspiré de l'histoire d'Hansel et Gretel ;
- Bremen no Rock Band Wonder Ride Book, un Wonder Ride Book inspiré de l'histoire Les Musiciens de Brême ;
- Jaou Dragon Wonder Ride Book, un Wonder Ride Book basé sur plusieurs dragons maléfiques;
- Eternal Phoenix Wonder Ride Book, le Wonder Ride Book principal de Falchion. Il est basé sur le phénix;
- Emotionnal Dragon Wonder Ride Book, un Wonder Ride Book composé de trois dragons représentant chacun une émotion;
- Dragonic Knight Wonder Ride Book, un Wonder Ride Book basé sur un dragon et un chevalier;
- King Lion Daisenki Wonder Ride Book, un Wonder Ride Book basé sur le lion comme roi des animaux;
- Kin no Buki Gin no Buki Wonder Ride Book, le Wonder Ride Book principal de Saikou. Il est inspiré d'une fable d'Ésope : Le Bûcheron et Hermès;
- X-Swordman Wonder Ride Book, un Wonder Ride Book inspiré d'un super-héros d'un comic fictif, X-Swordman;
- Primitive Dragon Wonder Ride Book, un Wonder Ride Book basé sur un dragon primitif;
- Konchuu Dai Hyakka Wonder Ride Book, le Wonder Ride Book principal de Sabela. Il est basé sur les insectes;
- Elemental Dragon Wonder Ride Book, un Wonder Ride Book basé sur un dragon élémentaire;
- Ocean History Wonder Ride Book, le Wonder Ride Book principal de Durendal. Il est basé sur les formes de vie marine;
- Omni Force Wonder Ride Book, le Wonder Ride Book principal de Solomon.

Il y a également des Wonder Ride Books spéciaux qui seront consacrés aux Kamen Riders des séries précédentes. Trois Wonder Ride Books à l'effigie des Kamen Riders apparaissant dans la série Kamen Rider Zero-One, à savoir le Hiden no Hiden Monogatari Wonder Ride Book (飛電の秘伝物語ワンダーライドブック, Hiden no Hiden Monagatari Wandā Raido Bukku, littéralement Wonder Ride Book L'histoire secrète des Hiden), le A.I.M.S. Animal File Wonder Ride Book (エイムズアニマルファイルワンダーライドブック, Eimuzu Animaru Fairu Wandā Raido Bukku, littéralement Wonder Ride Book fichier animal de l'A.I.M.S) et le MetsubouJinrai Monsters Wonder Ride Book (滅亡迅雷モンスターズワンダーライドブック, MetsubōJinrai Monsutāzu Wandā Raido Bukku, littéralement Wonder Ride Book Les Monstres de MetsubouJinrai) mais aussi un Wonder Ride Book à l'effigie de Kamen Rider Kiva, l'Oresamawa Kivadearu Wonder Ride Book (俺樣はキバであるワンダーライドブック, Oresama wa Kibadearu Wandā Raido Bukku, littéralement Wonder Ride Book Je suis Kiva) .
D'autres Wonder Ride Books sur les Riders de l'ère Heisei sont prévus.

### Production
Le logo de Kamen Rider Saber a été enregistrée par Toei le 29 mai 2020. 
Toei dépose officiellement le copyright de la série et le publie le 15 juin,.
Le 29 juillet, Kamen Rider Saber a été officiellement annoncé lors d'une conférence de presse aux côtés de sa distribution, au cours de laquelle il a été annoncé que la série devrait comporter au moins dix Riders au cours de l'histoire. Outre le personnage éponyme (Kamen Rider Saber), quatre autres Riders sont confirmés : Blades, Espada, Kenzan et Calibur.
La chanson du générique de début sera interprétée par le groupe Tokyo Ska Paradise Orchestra et un chanteur invité, qui n'a pas encore été annoncé. La chanson du générique de fin sera interprétée par Kinichi Motegi, le batteur du groupe.

## Épisodes
| Numéro | Titre | Scénariste       | Date de sortie    |
| ------ | --- | ---------------- | ----------------- |
| 1      | Au début, il y avait un épéiste de feu (はじめに、炎の剣士あり。, Hajime ni, Honō no Kenshi Ari.)                      | Takuro Fukuda    | 6 septembre 2020  |
| 2      | L'Épéiste de l'eau, et un lion bleu (水の剣士、青いライオンとともに。, Mizu no Kenshi, Aoi Raion to Tomo ni.)          | Takuro Fukuda    | 13 septembre 2020 |
| 3      | Père, et épéiste (父であり、剣士。, Chichideari, Kenshi.)                                                              | Nobuhiro Mouri   | 20 septembre 2020 |
| 4      | Le livre, a donc été ouvert (本を開いた、それゆえに。, Hon o Hiraita, Sore Yue ni.)                                    | Nobuhiro Mouri   | 27 septembre 2020 |
| 5      | Mon ami, est l'épéiste du tonnerre (我が友、雷の剣士につき。, Waga Tomo, Kaminari no Kenshi ni Tsuki.)                 | Takuro Fukuda    | 4 octobre 2020    |
| 6      | Apparaissant, comme le vent (疾風の如く、見参。, Hayate no Gotoku, Kenzan.)                                            | Takuro Fukuda    | 11 octobre 2020   |
| 7      | L'épée du roi, réside à Avalon (王の剣、アヴァロンにあり。, Ō no Tsurugi, Avaron ni Ari.)                              | Keiichi Hasegawa | 18 octobre 2020   |
| 8      | L'Arthur, scellé (封印されしは、アーサー。, Fūin Sareshi wa, Āsā.)                                                     | Keiichi Hasegawa | 25 octobre 2020   |
| 9      | Le Chevauchement, du timbre de l'épéiste (重なり合う、剣士の音色。, Kasanariau, Kenshi no Neiro.)                      | Nobuhiro Mouri   | 8 novembre 2020   |
| 10     | Croiser les épées et, croiser les sentiments (交わる剣と、交差する想い。, Majiwaru Tsurugi to, Kōsa Suru Omoi.)        | Nobuhiro Mouri   | 15 novembre 2020  |
| 11     | Le tonnerre d'orage, et la propagation des nuages sombres (乱れる雷、広がる暗雲。, Midareru Kaminari, Hirogaru An'un.) | Keiichi Hasegawa | 22 novembre 2020  |
| 12     | Dans cet endroit, où nous avons fait notre promesse (約束の、あの場所で。, Yakusoku no, Ano Basho de.)                 | Keiichi Hasegawa | 29 novembre 2020  |
| 13     | Je m'en, tiendrai, à mes convictions (俺は、俺の、思いを貫く。, Ore wa, Ore no, Omoi o Tsuranuku.)                     | Takuro Fukuda    | 6 décembre 2020   |
| 14     | Ces sentiments, demeurent dans l'épée (この思い、剣に宿して。, Kono Omoi, Tsurugi ni Yadoshite.)                       | Takuro Fukuda    | 13 décembre 2020  |
| 15     | Au-delà, de la résolution (覚悟を超えた、その先に。, Kakugo o Koeta, Sono Saki ni.)                                    | Keiichi Hasegawa | 20 décembre 2020  |
| 16     | Un rayon de lumière, qui sauve le monde (世界を救う、一筋の光。, Sekai o Sukuu, Hitosuji no Hikari.)                   | Keiichi Hasegawa | 27 décembre 2020  |
| 17     | Que l'ancien messager, soit la lumière ou l'ombre (古の使者は、光か影か。, Inishie no Shisha wa, Hikari ka Kage ka.)   | Nobuhiro Mouri   | 10 janvier 2021   |
| 18     | Vaincre le Megid, avec une ténacité enflammée (炎の執念、メギドを討つ。, Honō no Shūnen, Megido o Utsu.)               | Nobuhiro Mouri   | 17 janvier 2021   |
| 19     | Flamme et lumière, épée et épée (炎と光、剣と剣。, Honō to Hikari, Ken to Ken.)                                        | Takuro Fukuda    | 24 janvier 2021   |
| 20     | La volonté de l'épée, de détruire la forteresse (牙城を崩す、剣の意志。, Gajō o Kuzusu, Ken no Ishi.)                  | Takuro Fukuda    | 31 janvier 2021   |
| 21     | Faites briller le meilleur, toute la couleur (最高に輝け、全身全色（フルカラー）。, Saikō ni Kagayake, Furu Karā.)     | Keiichi Hasegawa | 7 février 2021    |
| 22     | Néanmoins, je veux sauver des gens (それでも、人を救いたい。, Sore demo, Hito o Sukuitai.)                             | Keiichi Hasegawa | 14 février 2021   |
| 23     | La main, rageuse de la destruction (荒れ狂う、破壊の手。, Arekuruu, Hakai no Te.)                                      | Nobuhiro Mouri   | 21 février 2021   |
| 24     | Le fardeau de l'avenir, sur les épaules d'un père (父の背中、背負った未来。, Chichi no Senaka, Seotta Mirai.)          | Nobuhiro Mouri   | 28 février 2021   |
| 25     | L'assassin cramoisi, enveloppé de fumée (煙をまといし、真紅の刺客。, Kemuri o Matoishi, Shinku no Shikaku.)            | Nobuhiro Mouri   | 7 mars 2021       |
| 26     | Ténèbres profondes, avec une épée (深き闇、剣と共に。, Fukaki Yami, Ken to Tomoni.)                                    | Takuro Fukuda    | 14 mars 2021      |
| 27     | Transformez le chagrin, en sourire (哀しみを、笑顔に変えて。, Kanashimi o, Egao ni Kaete.)                             | Keiichi Hasegawa | 21 mars 2021      |

## Distribution
- Touma Kamiyama (神山 飛羽真, Kamiyama Tōma?): Shuichiro Naito (内藤 秀一郎, Naitō Shūichirō?)
- Rintarō Shindō (新堂 倫太郎, Shindō Rintarō?): Takaya Yamaguchi (山口 貴也, Yamaguchi Takaya?)
- Mei Sudō (須藤 芽依, Sudō Mei?): Asuka Kawazu (川津 明日香, Kawazu Asuka?)
- Kento Fukamiya (富加宮 賢人, Fukamiya Kento?): Ryo Aoki (青木 瞭, Aoki Ryō?)
- Ren Akamichi (緋道 連, Akamichi Ren?): Eiji Togashi (富樫 慧士, Togashi Eiji?)
- Tetsuo Daishinji (大秦寺 哲雄, Daishinji Tetsuo?): Hiroaki Oka (岡 宏明, Oka Hiroaki?)
- Sophia (ソフィア, Sofia?): Rina Chinen (知念 里奈, Chinen Rina?)
- Storius (ストリウス, Sutoriusu?): Robin Furuya (古屋 呂敏, Furuya Robin?)
- Rejel (レジエル, Rejieru?): Kairu Takano (高野 海琉, Takano Kairu?)
- Zuos (ズオス, Zuosu?): Koji Saikawa (才川 コージ, Saikawa Kōji?)

## Thèmes musicaux

### Générique de début
Almighty ~Kamen no Yakusoku feat. Yoohei Kawakami (Almighty～仮面の約束 feat.川上洋平, Ōrumaiti ~Kamen no Yakusoku Fīcharingu Kawakami Yōhei, Tout-Puissant ~ La promesse du masque avec Yoohei Kawakami),,
- Paroles : Atsushi Yanaka
- Composition : Tsuyoshi Kawakami
- Artiste et arrangement : Tokyo Ska Paradise Orchestra
- Chant et traduction anglaise : Yoohei Kawakami

### Générique de fin
Kamen Rider Saber (仮面ライダーセイバー, Kamen Raidā Seibā)
- Paroles : Atsushi Yanaka
- Composition : Takashi Kato
- Artiste et arrangement : Tokyo Ska Paradise Orchestra
- Chant : Kinichi Motegi

C'est la première saison depuis Kamen Rider Hibiki à avoir un générique de fin. C'est aussi la première saison de l'ère Reiwa à avoir un générique de fin. De plus, pour la première fois dans la franchise Kamen Rider, la chanson du générique de fin est accompagnée par une danse, chorégraphiée par Takahiro du groupe Exile.

### Autour de la série
- Kamen Rider Saber est la toute première série de la franchise Kamen Rider à disposer d'un épisode 0[47].
- Kamen Rider Saber est le premier Reiwa Rider et le troisième Kamen Rider en général à avoir deux couleurs différentes comme couleur principale, après Kamen Rider Double et Kamen Rider Build.
- Kamen Rider Saber est le premier Reiwa Rider basé sur un dragon.
  - Saber est aussi le premier Kamen Rider basé sur un dragon depuis Kamen Rider Cross-Z de Kamen Rider Build.
    - Saber partage son motif de dragon avec d'autres précédents Riders principaux à savoir Agito , Ryuki , Den-O et Wizard.
- Kamen Rider Saber est également le premier Kamen Rider depuis Den-O à avoir des formes basées sur des contes de fées.
- Kamen Rider Blades est le premier Kamen Rider secondaire depuis Kamen Rider Beast de Kamen Rider Wizard pour posséder une forme principale basée sur un lion.
- Kamen Rider Saikou est le premier Kamen Rider depuis Kiriya Kujo de Kamen Rider Ex-Aid à avoir comme forme principale de Rider non humanoïde.
- Kamen Rider Sabela et Kamen Rider Durendal sont les premiers Kamen Riders sœur-frère de l'histoire de Kamen Rider. 
  - De plus, la fratrie Shindai est la première fratrie à être des Kamen Riders depuis les frères Kureshima (respectivement Kamen Riders Ryugen et Zangetsu) de Kamen Rider Gaim.